# Maillé-Brézé (schip, 1957)

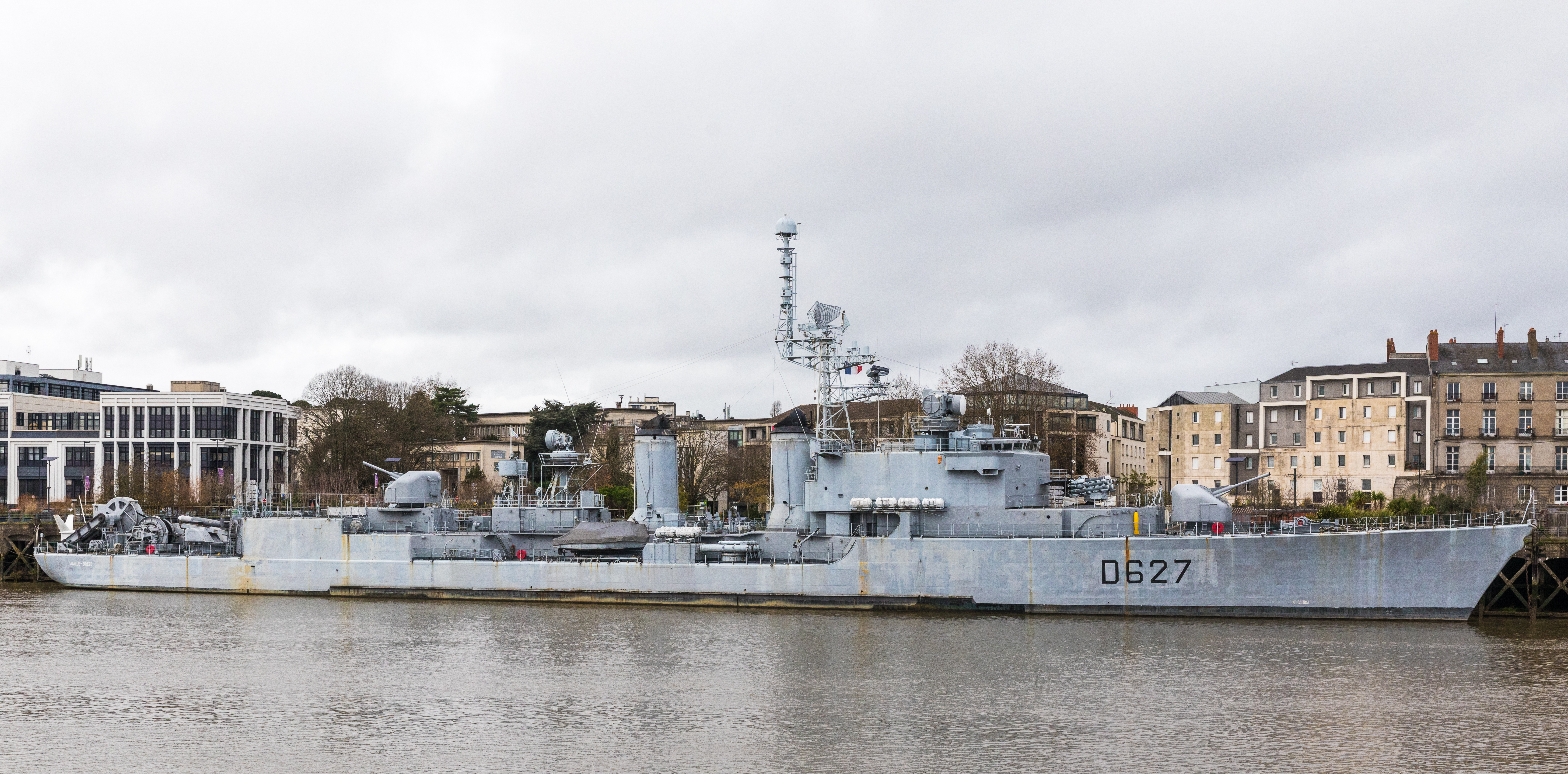
Maillé Brézé

De Maillé-Brézé (D627) is een T47 klasse torpedobootjager (escorteur d'escadre) van de Franse marine. Het schip werd gebouwd door Arsenal de Lorient in Lorient en werd op 4 mei 1957 in gebruik genomen. Het schip is vernoemd naar de Franse admiraal Jean Armand de Maillé-Brézé (1619–1646). Nog twee andere schepen droegen zijn naam, namelijk de Brézé en de Maillé Brézé.
In 1988 werd de Maillé-Brézé buiten gebruik genomen en werd het een museumschip te Nantes. Sinds 1991 is de Maillé-Brézé als monument historique ingeschreven bij het Franse ministerie van cultuur.
De Maillé-Brézé deed in 2016 mee aan de opnames van de film "Dunkirk (2017)" van Christopher Nolan. 